# Simon Patmore
Simon Patmore, né le 29 août 1987 à Launceston, est un snowboardeur  et un athlète handisport australien.

## Palmarès

### Jeux paralympiques d'été
- Jeux paralympiques d'été de 2012
  -  Médaille de bronze sur 200 mètres T46

### Jeux paralympiques d'hiver
- Jeux paralympiques d'hiver de 2018
  -  Médaille d'or en Snowboard Cross